# Valérie Nicolas
Pour les articles homonymes, voir Nicolas.
Valérie Nicolas, née le 12 mars 1975 à Lampaul-Guimiliau dans le Finistère, est une ancienne joueuse française de handball, évoluant au poste de gardienne de but. Elle est notamment championne du monde en 2003.

## Biographie

### Carrière en club
Débutant dans le handball à l'âge de 10 ans, ce n'est que six ans plus tard qu'elle choisit de se spécialiser au poste de gardienne. Elle évolue une saison dans le club de nationale 2 de Plouvorn avant de rejoindre le club de USM Gagny. En 1995, elle rejoint le club de l'ES Besançon. Sur la scène nationale, l'ESB et le club Handball Metz Moselle Lorraine se disputent les trophées. L'année phare se situe en 2003 où le club réalise le triplé en France avec le titre de championne de France et les victoires en coupe de France et en coupe de la Ligue. Le club ajoute également à son palmarès une coupe européenne avec la Coupe d'Europe des vainqueurs de coupe.
À l'issue de cette saison, elle rejoint le Championnat du Danemark pour évoluer dans le club de Viborg HK, qui est l'un des meilleurs clubs sur la scène européenne. En 2004, le club réalise un triplé avec le championnat, la coupe et la Coupe de l'EHF.
Elle connaît ensuite une période de blessures. C'est tout d'abord une rupture du ligament croisé antérieur du genou gauche, lors des Jeux olympiques d'Athènes puis nez cassé, déchirure au mollet... Elle retrouve toutefois son niveau antérieur et est l'une des éléments essentiels à la victoire de son club lors de la Ligue des champions 2006.
En 2007, elle rejoint un autre club danois, Ikast-Bording EH où évoluent entre autres les vedettes norvégiennes Gro Hammerseng et Katja Nyberg. Le club échoue en finale du championnat du Danemark, en ayant obligé son ancien club de Viborg à avoir recours à une manche décisive, les deux premières rencontres ayant été remportées par le club évoluant à domicile.
En juin 2008 elle décide de rompre le contrat qui la liait encore un an avec le club d'Ikast-Bording pour revenir en France et préparer sa reconversion. Sollicitée par plusieurs clubs de l'élite, elle signe finalement, et à la surprise générale, avec le modeste club de l'ASPTT Nice en Nationale 2 qui lui assure une reconversion au sein de la municipalité.
Avec le club niçois, elle gravit quatre échelons en quatre ans, jouant un rôle prépondérant dans l'accession du club, devenu OGC Nice Côte d'Azur, en première division avec un titre de championne de D2 2012. Mais l'aventure s'arrête là pour Valérie Nicolas qui décide de mettre fin à sa carrière pour se consacrer à sa vie familiale.

### Carrière en équipe de France
Valérie Nicolas connait sa première sélection en Équipe de France en juin 1995 face au Canada. Mais c'est lors de la finale du Championnat du monde 1999 qu'elle se fait connaître en dehors du monde du handball : la France dispute le titre à la Norvège et Valérie Nicolas effectue 23 arrêts, dont 3 jets de 7 mètres. La France échoue finalement après une double prolongation sur le score de 25 à 24.
Les compétitions suivantes sont moins bonnes pour l'équipe de France, avec successivement une 6e place aux Jeux olympiques 2000 de Sydney et deux 5e place au Championnat d'Europe 2000 et au Championnat du monde 2001.
En 2002, elle est de nouveau de l'équipe qui remporte une médaille de bronze lors du Championnat d'Europe au Danemark.
La consécration arrive l'année suivante avec le titre mondial obtenu en prolongation face à la Hongrie. Ce titre collectif est complété par une désignation comme meilleure gardienne mais surtout comme meilleure joueuse de la compétition.
Les Jeux olympiques d'Athènes constitue le pire souvenir de sa carrière : elle se blesse en quart de finale face à la Hongrie puis voit la France s'incliner successivement face à la Corée du Sud en demi-finale puis face à l'Ukraine pour échouer au pied du podium.
Pour le Championnat d'Europe 2006, la France retrouve la troisième place sur le podium.
2007 marque un objectif majeur pour les Françaises : le Championnat du monde se déroule en effet en France. Malheureusement, la France est éliminée en quart de finale par la Roumanie après une double prolongation. La déception effacée, les Françaises remportent leurs deux matchs de classement, dont la finale pour la cinquième place sur un dernier arrêt de Valérie Nicolas sur un jet de sept mètres qui aurait permis à la Corée d'égaliser. Ses performances lors de ce championnat du monde lui ont valu d'être élue meilleure gardienne de la compétition.
Cette cinquième place donne à la France le droit d'organiser un tournoi de qualification pour les Jeux olympiques d'été de Pékin, un des objectifs principaux de la gardienne française. Qualifiée, le France réalise une phase de poule très moyenne, avec notamment une défaite face à la Chine, pays hôte, lors de la dernière journée. Elle doit alors rencontrer en quarts de finale face la Russie, double championne du monde en titre. Avec quatre buts d'avance à la mi-temps, la France est proche de l'exploit mais doit finalement s'incliner après deux prolongations et après des décisions arbitrales fortement contestées par le camp français. La France termine finalement à la 5e place après une victoire face à la Chine pour ce qui est alors le dernier match de Valérie Nicolas sous le maillot bleu.

### Technique de gardienne de but
Elle insiste énormément sur l'aspect psychologique du poste. Elle met ainsi beaucoup de pression sur les tireuses adverses afin de les faire douter. Pour accentuer cet aspect psychologique, elle a constitué sur ses adversaires une énorme base d'informations. Avant chaque rencontre, elle travaille ainsi de nombreuses heures sur ses adversaires afin d'être parfaitement préparée lors des situations de matches.

### Médias
Après une première expérience de consultante télévision lors des Jeux olympiques d'Athènes en 2004, elle rejoint en 2008 l'équipe des consultants de Canal+ qui comprend également Grégory Anquetil. Elle commente plus particulièrement les rencontres de l'équipe de France féminine.
En 2016 et 2021, elle commente des matchs du tournoi féminin de handball aux Jeux olympiques d'été de Rio et aux Jeux olympiques d'été de Tokyo sur France Télévisions.

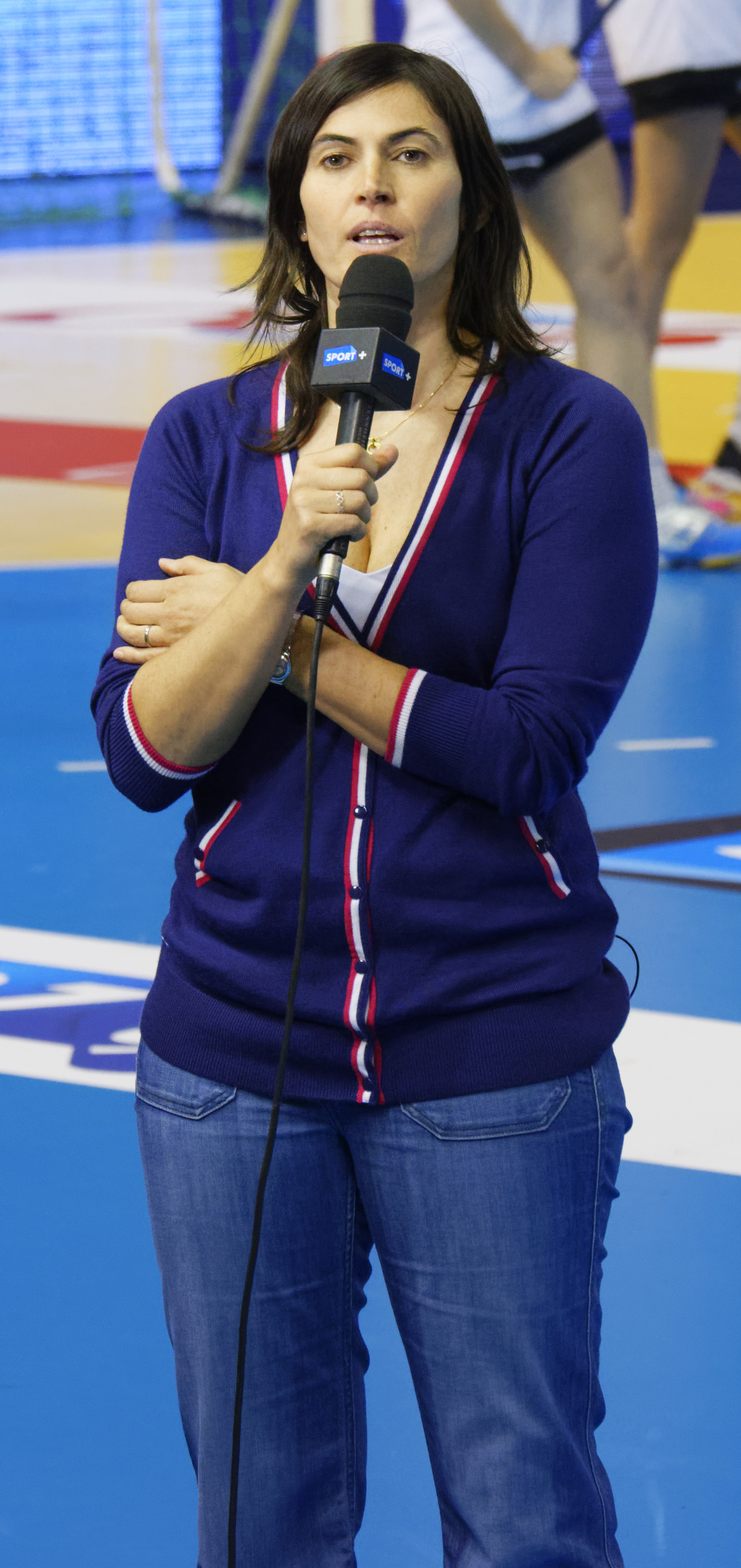
Aux commentaires de France/Danemark (Golden League) sur la chaine Sport+. A Dijon, le 19 mars 2015.

### Reconversion
Au terme de sa carrière de handballeuse, Valérie Nicolas est employée par la ville de Nice, avant de devenir directrice du service vie culturelle et sportive de la ville de Tarnos en 2018.

## Palmarès
Le palmarès de Valérie Nicolas est :

### Club
(Elle a remporté trois coupes d'Europe dans trois compétitions différentes, particularité que seuls le basketteur Richard Dacoury et le handballeur Jackson Richardson avaient réussie antérieurement en France)
compétitions internationales
- Vainqueur de la Ligue des champions (C1) (1) : 2006 ;
- Vainqueur de la Coupe des vainqueurs de coupe (C2) (1) : 2003
- Vainqueur de la Coupe de l'EHF (C3) (1) : 2004 ;
- Vainqueur de la Supercoupe d'Europe (3) : 2006.

compétitions nationales
- championne de France (3) en 1998, 2001, 2003 ;
  - vice-championne de France (6) : 1994, 1996, 1997, 1999, 2000, 2002;
- Vainqueur de la Coupe de France (3) : 2001, 2002 et 2003 ;
  - Finaliste de la Coupe de France (1) : 1994, 1998 ;
- Vainqueur de la Coupe de la Ligue (1) : 2003 ;
- Championne du Danemark (2) : 2004, 2006 ;
  - Vice-championne du Danemark (1): 2008;
- Vainqueur de la Coupe du Danemark (2) 2002/03, 2005/06
  - Finaliste de la Coupe du Danemark (1) : 2004/05 ;
- Championne de France de Nationale 2 (1) : 2009 ;
- Championne de France de Division 2 (1) : 2012 ;
- Championne de France avec la Ligue de Bretagne : 1993.

### Équipe de France
Première sélection en juin 1995 (contre le Canada) et dernière en août 2008 (contre la Chine):
Parcours aux Championnats du monde
- Championne du monde de handball 2003,  Croatie
- Vice-Championne du monde 1999,  Norvège et  Danemark
- 5e au Championnat du monde de handball 2001,  Italie
- 5e au Championnat du monde de handball 2007,  France
- 10e au Championnat du monde de handball 1997,  Allemagne
- 12e au Championnat du monde de handball 2005,  Russie

Parcours aux Championnats d'Europe
- Médaille de bronze au Championnat d'Europe 2002,  Danemark
- Médaille de bronze au Championnat d'Europe 2006,  Suède
- 5e place au Championnat d'Europe 2000,  Roumanie

Parcours aux Jeux olympiques
- 4e place aux Jeux olympiques 2004 d'Athènes  Grèce
- 5e place aux Jeux olympiques 2008 de Pékin,  Chine
- 6e place aux Jeux olympiques 2000 de Sydney,  Australie.

Autres
- Médaille d'or aux Jeux méditerranéens de 1997 à Bari,
- Médaille d'or aux Jeux méditerranéens de 2001 à Tunis.

## Distinctions
- Prix Emmanuel Rodocanachi de l'Académie des Sports en 2004 avec l'équipe de France, déclarée meilleure équipe française de l'année 2003 (à la suite de son premier titre mondial) ;
- Élue meilleure joueuse et meilleure gardienne du Mondial 2003[4] ;
- Élue meilleure gardienne du Mondial 2007[6];
- Élue meilleure joueuse et meilleure gardienne du Championnat de France 2000-2001[14] :